# Алдофосфамид
Алдофосфамид — таутомер 4-гидроксициклофосфамида, с которым он находится в динамическом равновесии в растворах. В свою очередь, 4-гидроксициклофосфамид является основным печёночным активным метаболитом известного цитостатического противоопухолевого химиотерапевтического лекарственного препарата алкилирующего типа действия — циклофосфамида, а также внутриклеточным активным метаболитом перфосфамида.
Как и родительское соединение, алдофосфамид относится одновременно и к производным оксазафосфорина, и к диамидофосфатам, и к производным бис-β-хлорэтиламина. Кроме того, алдофосфамид относится также и к альдегидам, вследствие чего является субстратом альдегиддегидрогеназы.
Алдофосфамид легко проникает в клетки (легче, чем родительское соединение — циклофосфамид, и легче, чем его таутомер 4-гидроксициклофосфамид). Большая часть алдофосфамида затем метаболизируется ферментом альдегиддегидрогеназой в неактивный карбоксициклофосфамид. Однако некоторая часть алдофосфамида гидролизуется внутриклеточным ферментом фосфатазой (фосфорамидазой) до двух соединений, обладающих прямой цитотоксической активностью — фосфорамид мустарда и акролеина. Таким образом, алдофосфамид является непосредственным предшественником двух цитотоксически активных алкилирующих метаболитов — фосфорамид мустарда и акролеина в метаболическом пути активации циклофосфамида и перфосфамида.
Подобно своему таутомеру 4-гидроксициклофосфамиду, и в отличие от родительского соединения — циклофосфамида, представляющего собой «пролекарство» (неактивную транспортную форму), алдофосфамид химически нестабилен, поэтому его непосредственное применение в химиотерапии злокачественных опухолей невозможно.
Тем не менее, алдофосфамид послужил основой для синтеза нескольких более стабильных противоопухолевых соединений. Остаток алдофосфамида входит компонентом в молекулы некоторых новых, экспериментальных, проходящих в настоящее время доклинические и ранние фазы клинических испытаний, противоопухолевых препаратов из группы оксазафосфоринов: NSC 612567 (алдофосфамида пергидротиазин) и NSC 613060 (алдофосфамида тиазолидин)..